# Kleinella awaziensis
Kleinella awaziensis is een slakkensoort uit de familie van de Pyramidellidae. De wetenschappelijke naam van de soort is voor het eerst geldig gepubliceerd in 1939 door Nomura.